# یاروچین (استان پودکارپاتسکیه)
یاروچین (به لاتین: Jarocin) یک روستا در لهستان است که در گمینا یاروچین (استان پودکارپاتسکیه) واقع شده‌است. یاروچین ۱٬۳۰۰ نفر جمعیت دارد.